# Holly Miranda
Holly Miranda je americká zpěvačka-skladatelka a hudebnice. Kromě toho, že je profesionální klavíristka, je také samouk na kytaru a trumpetu. V roce 2001 nahrála album „High Above The City“, které obsahuje 20 skladeb a bylo k dostání pouze na jejích koncertech. Na konci roku 2003 se seznámila s Alexem Lipsenem, producentem a klávesistou. S ním založila skupinu The Jealous Girlfriends, čtyřčlennou skupinu založenou ve Williamsburgu v Brooklynu. Její hudba je velmi oblíbená a veřejně chválená zpěvákem Kanye Westem a herečkou Scarlett Johansson.

## Život a kariéra

### 1983–2000: Životopis
Miranda vyrůstala v Detroitu, kde zpívala v místním kostele. V 6 letech začala hrát na piano a ve 14 letech se začala učit hrát na kytaru a také začala psát vlastní skladby. V 16 letech se přestěhovala do New Yorku, opustila střední školu, kterou dokončila prostřednictvím korespondence později. V 17 letech podepsala nahrávací smlouvu se společností Sony BMG, ale výsledek této spolupráce pro ni nebyl moc uspokojující.
„Skončila jsem s tím, tak, že jsem od toho odešla“, řekla Miranda. „Je to někde na bezpečném místě a nikdo to nikdy neuslyší.“

### 2001-2007: Začátky kariéry, The Jealous Girlfriends
Po přestěhování se do New Yorku založila kapelu s názvem The Jealous Girlfriends. The Jealous Girlfriends koncertovali spolu s kapelami Nada Surf a Delta Spirit. Jejich skladby zazněly v televizních seriálech jako je Kriminálka Miami, Láska je Láska nebo Chirurgové. Nahrávky skupiny obdržely kladné recenze kritiků, ale momentálně si členové kapely dávají pauzu, aby se věnovali svým sólovým kariérám.

### 2008-současnost: Návrat k sólové kariéře,The Magician's Private Library
Poté, co skupina The Jealous Girlfriends ohlásila pauzu, se Holly Miranda rozhodla vydat sólové album s pomocí přítele, producenta, Davida Siteka. Album The Magician's Private Library bylo nahráno v roce 2008. Mirandino vydavatelství Chrysalis Music album financovalo, ale oficiálně album vyšlo až v roce 2010, kdy Miranda podepsala smlouvu s nahrávací společností XL Recordings. Debutové album The Magician's Private Library obdrželo kladné recenze kritiků; kritici na webu Metacritic ohodnotili album hodnocením 68 ze 100. Album se umístilo na 40. místě americké hitparády Billboard Top Heatseekers. Skladba s názvem „Forest Green, Oh Forest Green“ byla vydána jako první singl, následována skladbou „Waves“.
S albem The Magician's Private Library vyjela na turné po USA, kdy předskakovala kanadské skupině Tegan and Sara. Miranda také podpořila turné londýnské skupiny The xx k jejich debutovému albu XX a turné s názvem Lungs Tour britské skupiny Florence and the Machine.
Holly se podílela na skladbě umělce Theophiluse Londona s názvem 'Love Is Real' z jeho alba z roku 2011, Timez Are Weird These Days. Její vokály jsou užity kapelou CREEP na singlu 'Animals', který vyšel 17. ledna 2012.

## Osobní život
Holly Miranda neskrývá svoji homosexuální orientaci, ale nechce s ní být spojována v souvislosti s její hudební kariérou. „Nemám žádný problém s tím, být otevřeně lesba, ale nechci, aby to mělo co do činění s mojí hudbou“, řekla Miranda. „Mám ráda, koho mám ráda. Jen nechci, aby lidé kvůli tomu přestali poslouchat moji hudbu a také nechci, aby lidé poslouchali moji hudbu jen proto, že jsem lesba. Ještě jsem se s tím moc profesionálně nevyrovnala.“
Holly Miranda se v srpnu roku 2010 přestěhovala do Los Angeles. Momentálně pracuje na svém dalším albu.

## Diskografie

### Sólová kariéra

#### Alba
- High Above the City: Evolution (2004)
- The Magician's Private Library (2010)

#### Singly
- „Forest Green, Oh Forest Green“ (2009)
- „Waves“ (2010)

### The Jealous Girlfriends
- Comfortably Uncomfortable (2004)
- The Jealous Girlfriends (2007)